# Fer Hakkaart
Ferdinand (Fer) Hakkaart (Leiden, 12 maart 1941) is een Nederlands schilder, etser en tekenaar die zowel figuratief als abstract werkt.

## Leven en werk
Hakkaart werd in 1941 geboren als deel van een tweeling in een Leids gezin dat uiteindelijk uit vijf kinderen ging bestaan. Hakkaart kreeg een kunstzinnige opvoeding en raakte in de bezochte Leidse musea onder meer geïnspireerd door de "primitieve" kunst van Afrika en Oceanië. Na de ambachtsschool ging Hakkaart werken bij de Leidse drukkerij Rotogravure. Toen hij 17 jaar oud was, ging hij naar de avondopleiding decoratief en illustratief tekenen aan de Koninklijke Academie van Beeldende Kunsten in Den Haag, waar hij ook beeldend kunstenaar Frans de Wit ontmoette. Vanaf zijn 23e jaar was Hakkaart professioneel kunstenaar. Hij had al snel een tentoonstelling in het Leidse Museum De Lakenhal, waarna diverse andere tentoonstellingen volgden. Hakkaart is zowel schilder als tekenaar en etser. Hoewel hij abstract werk gemaakt heeft, zijn zijn meeste werken figuratief.

## Publicaties (selectie)
- Hakkaart. Schilder en tekenaar. Samenstelling J.L.A. van Rijckevorsel, met bijdragen van Hans Sizoo en Dirk Smidt. Leiden, MKW Uitgevers, 2010. ISBN 9789074622707
- Hans Sizoo: Fer Hakkaart. Schilderijen en tekeningen sinds 1973. Leiden, De Lakenhal, 1977. Geen ISBN.
- J.N. van Wessem: "Portfolio". In: Maatstaf, 1965